# Caring Curriculum
Caring Curriculum ist ein amerikanischer Ansatz, der schulische Bildung mit der Vorbereitung auf das menschliche Zusammenleben verbindet. Der amerikanische Sozialpsychologe Urie Bronfenbrenner entwickelte aus der Kritik an zerfallenden sozialen Sicherheiten und der Isolierung von Kindheit die Forderung nach einem „Curriculum for Caring“ vom ersten Schuljahr an. Die amerikanische Wissenschaftlerin Nel Noddings (1992) hat mit dem Begriff Caring Curriculum ein Modell aufgestellt, dass alles Lernen vor allem auf die Sorge gerichtet sein muss. Dabei unterscheidet sie die Sorge für sich, für die nahestehenden Menschen wie Freunde, für fremde Menschen, die uns fern sind, für Pflanzen und Tiere, für die von Menschen gemachte Welt und für Ideen. Diese Dimensionen sind als interdisziplinär zu verwirklichende Bildungsziele zu verstehen und nicht einem einzelnen Fach oder Lernbereich zuzuordnen. Im deutschsprachigen Diskurs intendiert der Begriff Hausarbeitsdidaktik ähnliche bildungstheoretische Konsequenzen.